# Conocephalinae
Conocephalinae — підродина прямокрилих комах родини справжніх коників (Tettigoniidae).

## Поширення
Підродина поширена на всіх континентах.

## Триби
Класифікація згідно з The Orthoptera Species File:
- Agraeciini
- Armadillagraeciini
- Cestrophorini
- Coniungopterini
- Conocephalini
- Copiphorini
- Euconchophorini
- Роди не віднесені до жодної з триб
  - Ebneria
  - Graminofolium
  - Nemoricultrix
  - Paraxiphidium
  - Phlesirtes
  - Xiphelimum